# Tour du Sud-Ouest
Das Straßenradrennen Tour du Sud-Ouest war ein französischer Radsportwettbewerb für Berufsfahrer, der als Etappenrennen von 1923 mit Unterbrechungen bis 1952 veranstaltet wurde. Das Rennen führte durch Aquitanien, Gascogne und Béarn. Das Rennen hatte neun Austragungen. 1938 trug das Rennen den Namenszusatz „Grand Prix Amer Picon“. Später wurde das Rennen unter dem Namen Circuit du Provençal mehrmals veranstaltet.

## Palmarès
- 1923  Victor Fontan
- 1924  Samuel Tequi
- 1925  Samuel Tequi
- 1926  Jean Mouveroux
- 1927–1936 nicht ausgetragen
- 1937  Raymond Louviot
- 1938  Gérard Desmet
- 1939  Gabriel Dubois
- 1940–1944 nicht ausgetragen
- 1945  Giuseppe Tacca
- 1946–1951 nicht ausgetragen
- 1952  Jean Dacquay

## Anmerkung
Der Sieger von 1945 Pierre Tacca wurde als Giuseppe Tacca geboren. Zum Zeitpunkt seines Sieges hatte er den französischen Namen Pierre angenommen.